# Tetracera willdenowiana
Tetracera willdenowiana är en tvåhjärtbladig växtart. Tetracera willdenowiana ingår i släktet Tetracera och familjen Dilleniaceae.

## Underarter
Arten delas in i följande underarter:
- T. w. emarginata
- T. w. willdenowiana